# 기콩고로

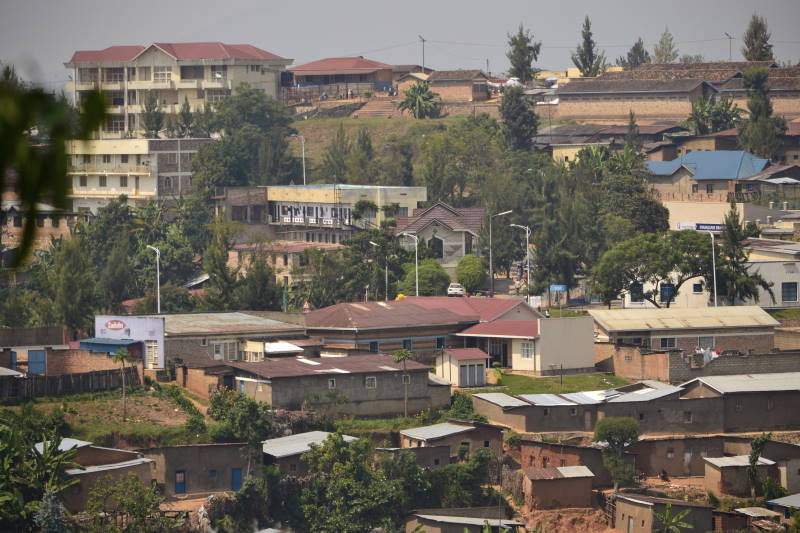

기콩고로(Gikongoro)는 르완다 남부 주에 위치한 도시로, 인구는 33,832명(2005년 기준)이다. 과거 기콩고로 주의 주도였던 곳이다.